# Steaua Vieții

Steaua Vieţii

Steaua Vieții este simbolul internațional al serviciilor medicale de urgență.
Este o stea cu 6 brațe, de culoare albastră, ce are în centru toiagul lui Esculap, fiind simbolul internațional al tuturor echipamentelor medicale de urgență și serviciilor intrebuintarea ei fiind încurajată atât  de  Asociația Medicală Americană, cât și de Consiliul Consultativ al Departamentului de Sănătate, Educație și Bunăstare.Desenată de Leo R. Schwartz, Șeful Departamentului EMS, Administrația Națională a Traficului în Siguranță pe Autostradă (NHTSA), „Steaua Vieții” a fost creata după ce Crucea Roșie Națională Americană s-a plâns în 1973 și a obiectat ca Omaha utilizează  crucea portocalie într-un pătrat cu fond alb reflectorizant,  care în mod clar imită simbolul Crucii Roșii.  NHTSA a investigat cazul și a aflat că plângerea a fost justificată.
Noul desen,  șase cruci încrucișate, a fost adoptat de Simbolul Identificării Americane al Asociației Medicale Americane și a fost înregistrat la 1 februarie 1977 cu patent și marcă înregistrată în numele Administrației Naționale a Traficului în Siguranță pe Autostradă. Marca înregistrată va ramane valabilă douazeci de ani de la această dată.
Fiecare braț al „Stelei Albastre a Vieții”, reprezintă cele  șase sisteme de funcționare ale EMS. Litera R este cuprinsă într-un cerc la dreapta reprezentând de fapt că acest simbol este „înregistrat”.
Șarpele și obiectul din centru simbolului, este Asclepius care, conform mitologiei grecesti, a fost fiul lui Apollo (zeul luminii, adevărului și al profeției).  Asclepius a învățat arta vindecării de la centaurul Cheron; dar Zeus – stapânul zeilor, a fost înspăimântat de cunoștințele lui Asclepius, toți oameni putând fi nemuritori. De aceea Zeus l-a ucis pe Asclepius cu un fulger. Mai târziu, Asclepius a fost venerat ca zeu și oamenii au dormit în templele sale. Se spunea că el îi trata și le prescia remediile în timp ce ei visau. În cele din urma, Zeus l-a adus la viață, facându-l un Zeu.
Asclepius a fost de obicei înfățișat stând în picioare, îmbrăcat într-o haină lungă ținând în mână un obiect care are un șarpe încolacit în jurul lui.  Acest obiect  a fost de la început doar un simbol al medicinei. În Caduceus, folosit de fizicieni și Corpul Medical Militar, obiectul este înnaripat și are 2 șerpi. Deși prin acasta nu se aduce o relevanță în origine, el reprezintă un obiect magic în tradiția grecească, Hermes, mesager al zeilor.
Obiectul cu un singur șarpe este simbolul pentru Medicină și Sănătate și obiectul înnaripat este simbolul pentru pace. Obiectul cu un singur șarpe reprezintă timpul când Asclepius a avut un pacient grav bolnav, pe care nu l-a putut trata, astfel el a consultat un șarpe pentru a fi sfătuit și pentru a salva pacientul. Șarpele a fost încolacit în jurul obiectului lui Asclepius pentru a fi cap la cap cu el, pentru a vorbi de la egal la egal.
Fiecare dintre cele 6 puncte ale stelei reprezintă un aspect al sistemului EMS:
·        Descoperirea/ Detectarea
·        Raportarea
·        Reacția
·        Scena îngrijirii
·      Îngrijirea în tranzit
·        Transferul la îngrijirea definitivă
Cine poate folosi simbolul „Steaua Vietii”?  NHTSA are dreptul exclusiv  de a-l folosi în SUA. Departamentul de Transport a certificat că personalul de îngrijiri medicale de urgență care-l folosește a fost instruit să îndeplinească aceste standarde. Utilizarea acestuia în hârtiile rutiere și pe indicatoarele de circulație sau de acces la serviciile calificate de îngrijiri de urgență. Nu este permisa nici o altă utilizare a simbolului, cu excepția listei de mai jos:
Statele si Agențiile Federale care au servicii medicale de urgență implicate sunt autorizate să permita utilizarea  simbolului „Steaua Vieții” dupa cum urmeaza:
1.      Cu înțelesul de identificare a echipamentului medical și bunuri pentru instalațiile folosite pentru Vehiculele de        Îngrijiri Medicale de Urgență – Ambulanțe;
2.      Ca punct de localizare al serviciilor calificate de îngrijiri medicale de urgență și acces la astfel de facilități;
3.      Pe articolele personale ale EMS: insigne, plachete, catarame;
4.      Cărți, manuale, rapoarte sau alte materiale imprimate având aplicația directă a EMS